# Quante volte... quella notte
Quante volte... quella notte è un film del 1972, diretto da Mario Bava.

## Trama
Tina e Gianni si sono conosciuti a Castel Fusano. Una sera si ritrovano a casa di lei e decidono, in seguito, di passare la notte in un night-club, dove incontrano alcuni amici (Duccio, Sergio e Pino). Gianni tenta di violentare Tina. La donna, fortunatamente, riesce a fuggire. Tornata a casa, racconta la sua versione dei fatti alla madre. Il protagonista, invece, si reca nuovamente al locale e con gli amici dichiara di avere conquistato la ragazza che, però, è dovuta andare via prima. Il portiere del palazzo di Gianni racconta una versione completamente diversa affermando che i due sono entrati nottetempo portando con loro due amici di nome Giorgio ed Esmeralda.

## Produzione
Il copione del film è ispirato a Rashomon.
Venne girato in meno di tre settimane.

## Distribuzione
Realizzato nel 1969, uscì soltanto tre anni dopo, a causa di alcuni problemi con la censura.
Il lungometraggio venne vietato ai minori di 18 anni per i suoi contenuti espliciti.
È stato edito in formato home video.
All'estero è conosciuto col titolo internazionale Four Times That Night.

## Accoglienza
Morando Morandini giudica il film negativamente («scialbo, malizioso e banale»).
Mario Bava lo considera uno dei suoi lavori peggiori. Il regista ha dichiarato di aver accettato il progetto solo per problemi finanziari.
La presentazione del film in lingua inglese punta sull'aspetto umoristico e spiritoso, estraneo alla commedia sexy all'italiana dove era destinato a livello di produzione. Graficamente parlando l'immagine del manifesto, tradotto Four times that night,  risulta di fatto una citazione del fumetto Tiffany Jones, «la ragazza yé-yé con una morale rigidamente vittoriana». In lingua inglese il film è annunciato come suggestivo e spassoso. In tale contesto da annotare un'intervista di Daniela Giordano: «Ottimo regista Bava, amato in tutto il mondo... un uomo piuttosto paterno; se mi sentivo a disagio nel girare alcune scene lui cercava di convincermi; molto diplomatico. Poi purtroppo, chissà perché, questo è l'unico film che ha "toppato"; proprio quello fatto con me (...)!».